# Derrick Hodge
Derrick Hodge (Philadelphia (Pennsylvania), 5 juli 1979) is een Amerikaanse jazzcontrabassist en componist.

## Biografie
Derrick Hodge begon op 7-jarige leeftijd elektrische gitaar te spelen, voordat hij overschakelde op elektrische bas. Op de middelbare school speelde hij als autodidact contrabas. Hij behaalde een bachelor in muziek aan het Ester Boyer College of Music aan de Temple University en had ook privélessen bij Vince Fay. Hij was lid van de Temple University Jazz Band en het Small Ensemble o.l.v. Terell Stafford, speelde in het Temple University Symphony Orchestra en het New Music Chamber Orchestra. Sinds begin jaren 2000 heeft hij gewerkt met o.a. Mulgrew Miller, Terence Blanchard, Stefon Harris (African Tarantella: Dances With Duke, 2006) en Gretchen Parlato (The Lost and Found, 2011), ook met de soul- en hiphopmusici Bilal (Airtight's Revenge, 2010), Anthony Hamilton, Graveyard Soldjas en Common (Finding Forever). Hij schreef ook filmmuziek en verschillende composities die o.a. werden ingespeeld door Jeff Bradshaw (Lookin') en Robert Glasper (Ah Yeah). Op het gebied van jazz was hij tussen 2002 en 2012 betrokken bij 28 opnamesessies. Onder zijn eigen naam bracht hij het album Live Today uit bij Blue Note Records. In 2012 werd hij verkozen tot e-bassist van het jaar (Rising Stars) in de critici-poll van DownBeat.
- Bibliothèque nationale de France: cb16127439d (data)
- Gemeinsame Normdatei: 135404614
- International Standard Name Identifier: 0000 0000 7368 2103
- Library of Congress Control Number: no2006135547
- MusicBrainz: f3b66b77-196b-4c79-8200-df970ead4456
- Nationale Bibliotheek van Tsjechië: xx0181830
- Système universitaire de documentation: 168995662
- Virtual International Authority File: 16991225
- WorldCat: E39PBJfrRYBj7qgc3m7DRgGJXd